# Conostigmus formiceti
Conostigmus formiceti är en stekelart som först beskrevs av Wilhelm Ferdinand Erichson 1844.  Conostigmus formiceti ingår i släktet Conostigmus och familjen trefåresteklar. Inga underarter finns listade i Catalogue of Life.